# アイトナ侯爵フランシスコ・デ・モンカダ騎馬像
『アイトナ侯爵フランシスコ・デ・モンカダ騎馬像』（アイトナこうしゃくフランシスコ・デ・モンカダきばぞう、蘭: Ruiterportret van Don Francisco de Moncada, 仏: Portrait équestre de Don Francisco de Moncada, 英: Equestrian Portrait of Francisco de Moncada）は、バロック期のフランドル出身のイギリスの画家アンソニー・ヴァン・ダイクが1634年ごろに制作した肖像画である。油彩。ヴァン・ダイクによる最も優雅な騎馬肖像画の1つで、白馬に騎乗する第3代アイトナ侯爵およびオスナ伯爵のドン・フランシスコ・デ・モンカダを描いている。現在はパリのルーヴル美術館に所蔵されている。またバレンシア美術館とマドリードのリリア宮殿に本作品の複製が所蔵されている。

## 人物

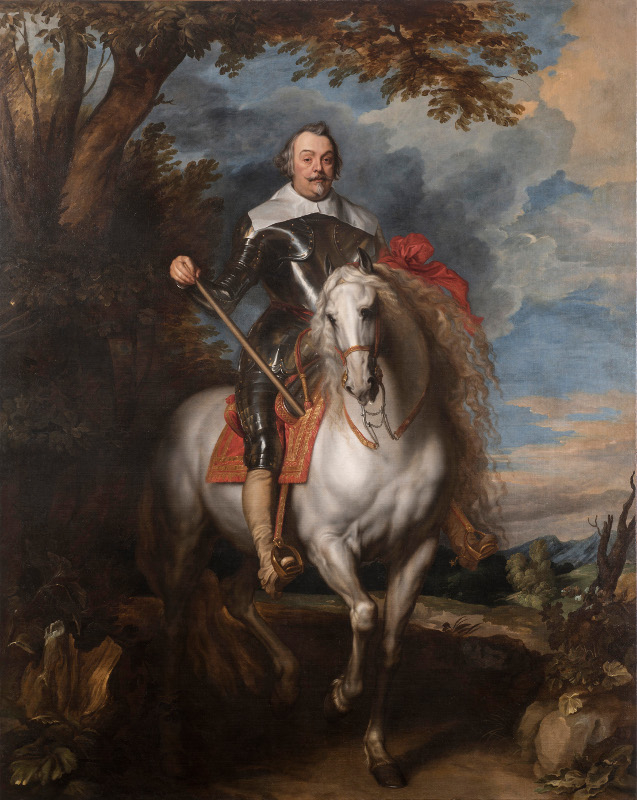
バレンシア美術館のバージョン。

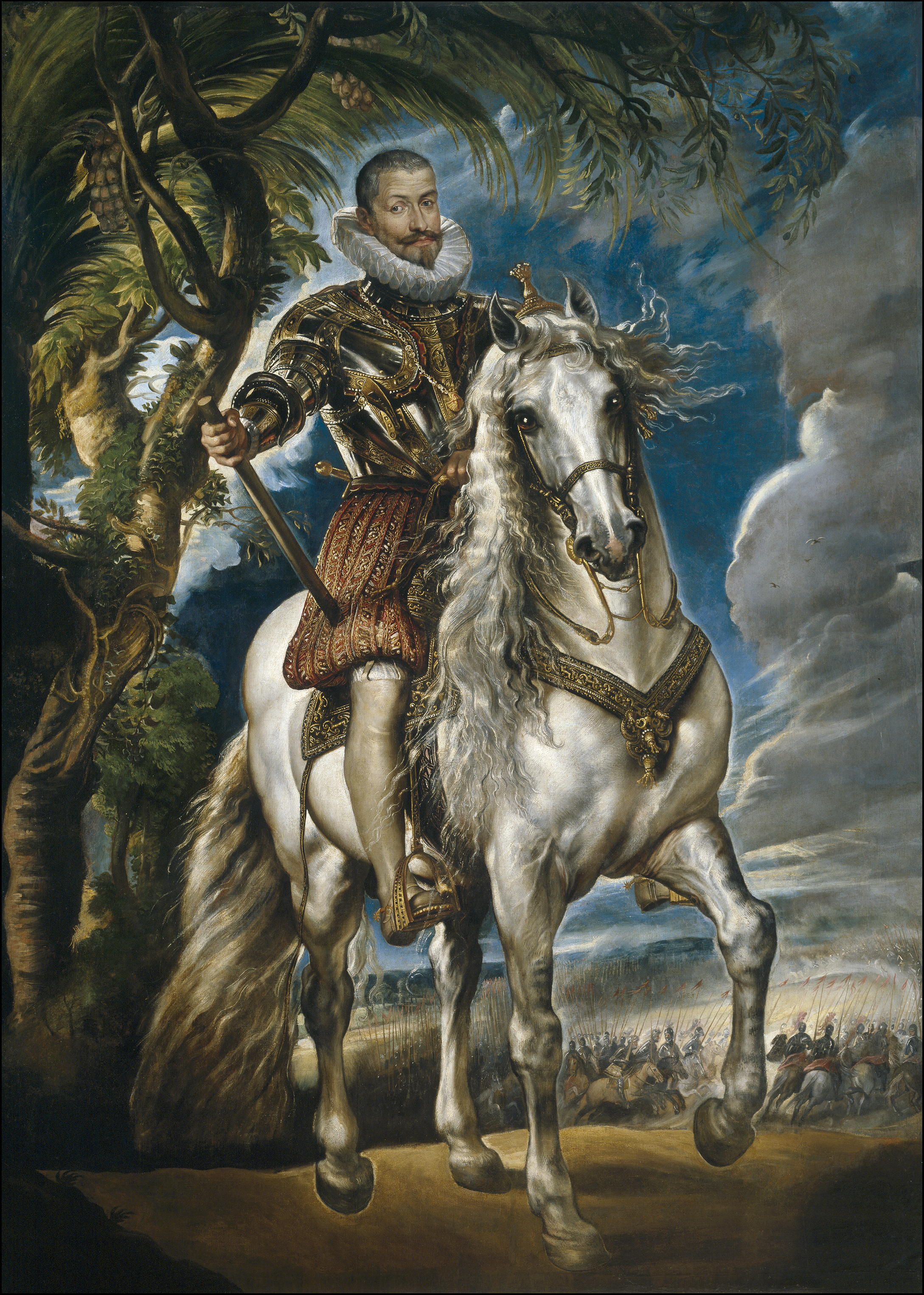
ピーテル・パウル・ルーベンスの1603年の肖像画『レルマ公爵騎馬像』。プラド美術館所蔵。

第3代アイトナ侯爵フランシスコ・デ・モンカダは1586年12月28日にバレンシアで、第2代アイトナ侯爵ガストン・デ・モンカダ・イ・グラリャの長男として生まれた。父ガストンはサルデーニャとアラゴンの副王であり、スペイン国王フェリペ3世のローマ大使を務めた人物であった。その息子であるフランシスコは、スペイン海軍に入隊した3年後の1624年、国王フェリペ4世からウィーン大使に任命され、1629年にはオランダ総督であったオーストリア大公妃イサベル・クララ・エウヘニアを補佐していた初代ベドマル侯爵アルフォンソ・デ・ラ・クエバ枢機卿の後任としてブリュッセルに派遣された。スペイン領ネーデルラントでは政治的・軍事的に大公妃を補佐する一方、ピーテル・パウル・ルーベンスとも親交を深めている。思慮深く、穏やかな人柄で、寛容的・平和主義的な考えの持ち主であった彼は、八十年戦争でスペインとネーデルラント諸州の対立が続く中、ネーデルラントの自治を認めるよう国王に進言している。しかしその考えが認められることはなかった。大公妃の死後、後継者であるフェルナンド・デ・アウストリア枢機卿が着任するまでオランダ総督の職を務めた。1635年、枢機卿の遠征に同行した際に急な発熱により死去した。

## 作品

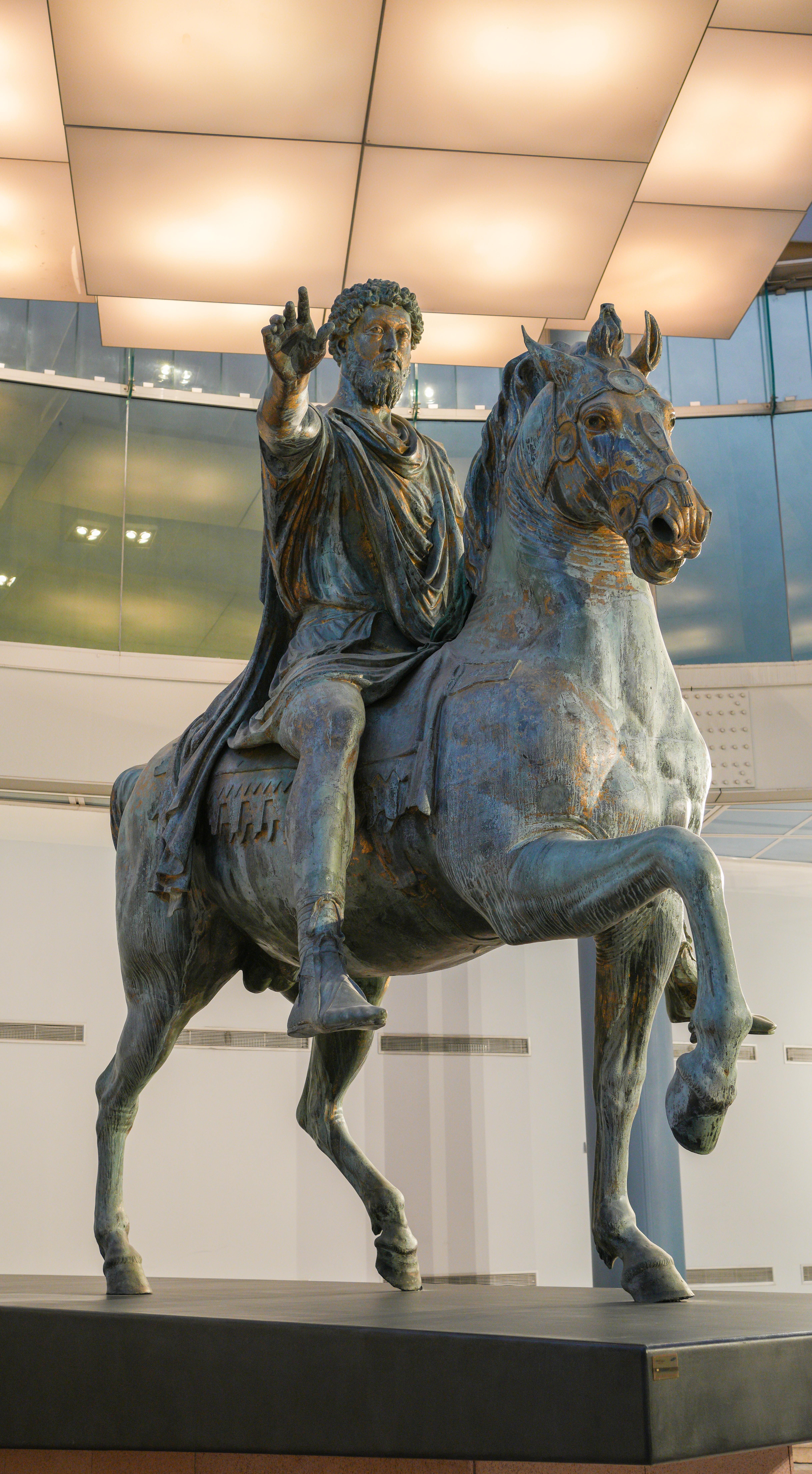
マルクス・アウレリウス騎馬像。カピトリーノ美術館所蔵。

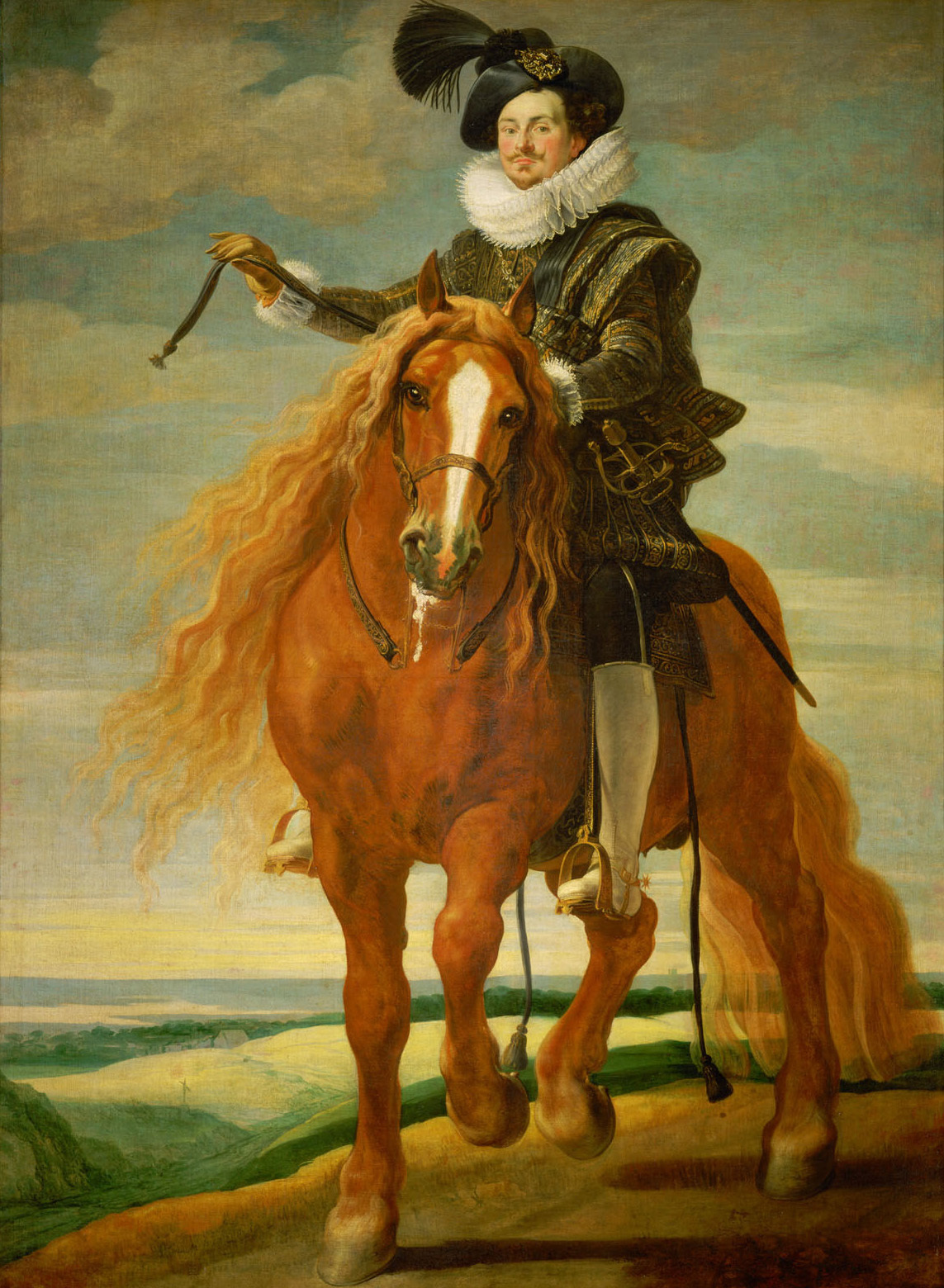
ガスパール・デ・クライエルの『レガネス侯爵ディエゴ・メシア・フェリペ・デ・グスマン騎馬像』。1627年から1628年。美術史美術館所蔵。

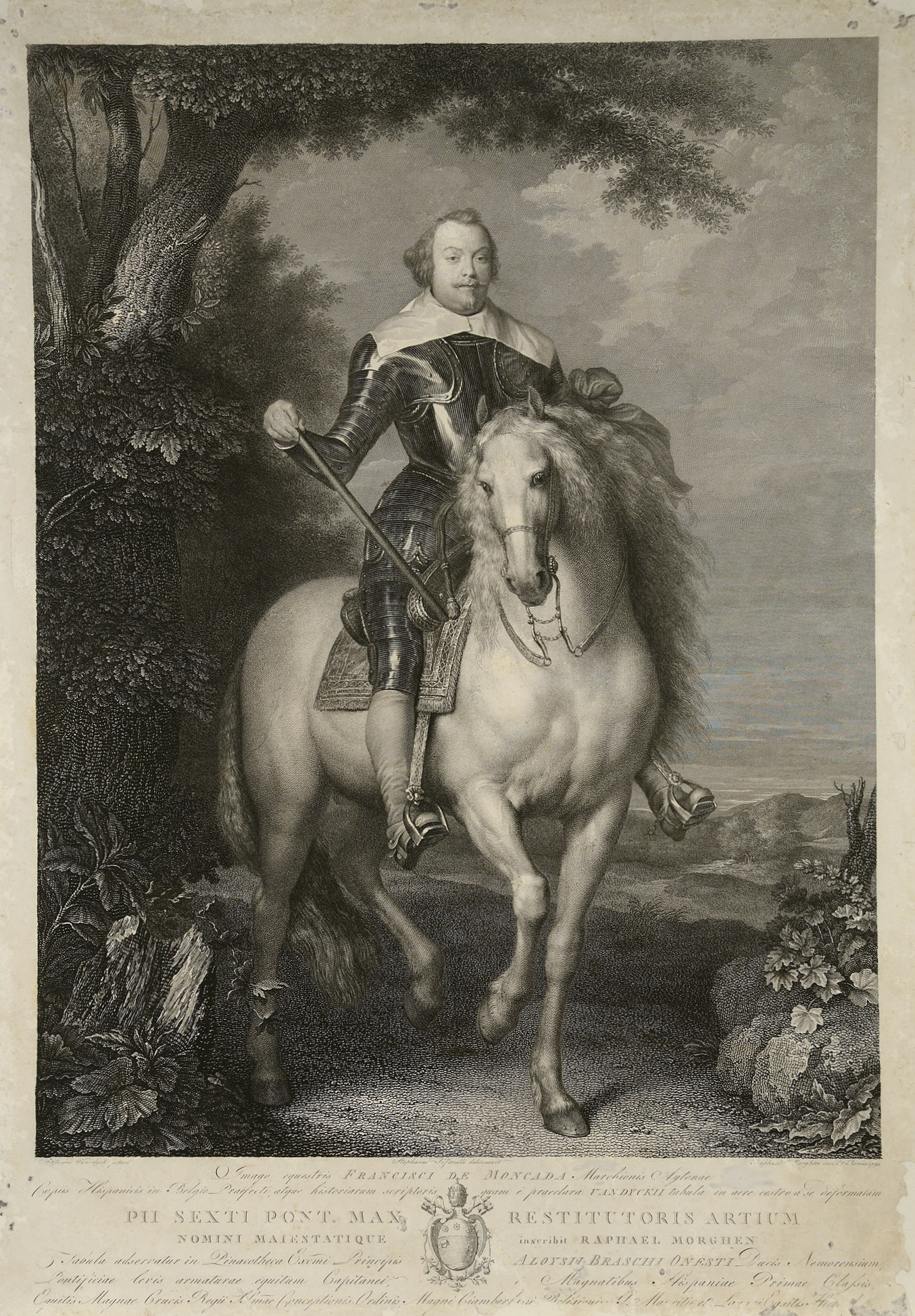
ラファエロ・サンツィオ・モルゲンによるエングレーヴィング。1793年。

アイトナ侯爵フランシスコ・デ・モンカダは、自然の風景の中でたてがみの豊かな白銀色に輝く白馬に騎乗している。アイトナ侯爵は黒いプレートアーマーを着ているが、その肩は平らな白い襟で覆われている。右手には元帥杖に置き、左手を隠して馬の手綱を握り、まっすぐ前を見つめている。すぐ背後の画面左端には大木が立っている。左腕を包む赤い帯は馬のたてがみとともに馬が前方に向かって歩く際にふわりと宙を舞っている。ヴァン・ダイクはスペインの将軍の騎馬像に力強いイメージを与え、またアイトナ侯爵の容貌と、融和的で平和主義的な気質を現代に伝えている。
騎馬肖像画の原型は有名なマルクス・アウレリウス騎馬像やマルクス・ノニウス・バルブス騎馬像など、古典古代まで遡る騎馬像に基づいている。ヴァン・ダイクはプラド美術館所蔵のティツィアーノ・ヴェチェッリオの作品『カール5世騎馬像』（Ritratto di Carlo V a cavallo）に触発されたと考えられているが、より直接的にはルーベンスが1603年に制作した同美術館所蔵の『レルマ公爵騎馬像』（Ruiterportret van de hertog van Lerma）に大きな影響を受けている。ヴァン・ダイクとルーベンスの関連性はよく知られており、画家が師の肖像画の構図を知っていたことは確実とされている。実際に本作品とルーベンスの作品はモデルと馬、画面左の木の配置などで一致している。異なる点としては『レルマ公爵騎馬像』の背景から戦争を暗示させる軍隊を除去していることが挙げられる。しかしそれによって本作品はモデルの軍人的側面にもかかわらず、美しい草原の中を穏やかに散歩する情景に変化している。これはアイトナ侯爵の平和主義的な感情と非常によく一致しており、表情の中にモデルの人間性を表現する方法を知っていた画家の心理的浸透力を示している。また自然の美しさを楽しむことは、イギリス人の風景画に対する好みとよく一致している。
ルーベンスと同様にヴァン・ダイクはいくつかの異なる構図の騎馬肖像画を制作したが、本作品と同様の構図はすでに1627年に『グロッポリ侯爵アントン・ジュリオ・ブリニョーレ＝サーレ騎馬像』（Ruiterportret van Anton Giulio Brignole-Sale）で用いており、本作品の前年には『馬上のチャールズ1世とサン・アントワーヌの領主の肖像』（Portret van Charles I te paard met M. de St Antoine）を制作した。また現存していないが、ヴァン・ダイクは構図を左右反転してフェリペ4世の肖像画を制作した。
これらの作品でヴァン・ダイクは馬と騎手を垂直軸とするより優雅な構図を探求しており、下から見上げる鑑賞者はリズミカルなペースで進む騎馬像の堂々とした姿に圧倒される。ヴァン・ダイクはチャールズ1世の肖像画で用いた巨大な半円形のアーチを省略し、アイトナ侯爵を鑑賞者の注意をそらせる要素がない木々に覆われた自然の空間に置くことを選択した。
ヴァン・ダイクはルーベンスの構図を見事に踏襲し、そこに堂々とした垂直軸の優雅さを加えている。しかし実際にヴァン・ダイクのようにルーベンスの構図を使いこなした画家はほとんどいない。他の画家ではかろうじて同時代のフランドルの画家ガスパール・デ・クライエルを挙げることができるくらいであり、騎馬肖像画におけるこのような大胆な短縮法はディエゴ・ベラスケスでさえ使用していない。
制作年代は、モンカダ侯爵が1633年に南ネーデルラントに着任し、1635年にフェルナンド・デ・アウストリア枢機卿の着任直後に死去したことから、正確に1634年の秋と特定される。モンカダ侯爵はヴァン・ダイクが南ネーデルラントに短期滞在したのを利用して、肖像画を依頼した。ヴァン・ダイクは侯爵の肖像画にチャールズ1世と同じ構図を用いたが、これはチャールズ1世の騎馬肖像画を見た侯爵自身の要望による可能性がある。

## 来歴
描かれた人物がはっきりしているにもかかわらず、初期の来歴は不明のままである。はじめて記録に現れるのは、第6代カルピオ侯爵ルイス・メンデス・デ・アロの妻、カタリナ・フェルナンデス・デ・コルドバ・イ・アラゴン（Doña Catalina Fernández de Córdoba y Aragón, Marquesa del Carpio）の1648年の目録である。カタリナの死後、肖像画は夫である第6代カルピオ侯爵の手に渡り、さらにその死後、彼の息子で美術収集家として知られる第7代カルピオ侯爵ガスパール・メンデス・デ・アロに相続された。ガスパールのもとでは1651年と1689年の目録に記載されている。1651年の目録では本作品がアイトナ侯爵の肖像画であることが記され、その説明は本作品の特徴と一致している。また本来の画面は現在よりも大きかったことがわかる。1689年の目録では肖像画がヴァン・ダイクの作品であり、55,000レアルと評価されている。この推定評価額は目録の中で最も価値が高く、ベラスケスの『ラス・メニーナス』（Las Meninas）の当時の評価額4,000レアルを超えて、ルーベンスの『愛の園』（De tuin der liefde）の評価額55,000レアルに匹敵している。その後、肖像画はローマの貴族で教皇ピウス6世の甥にあたるルイージ・ブラスキ・オネスティのコレクションに加わった。その入手ルートは不明であるが、おそらくガスパールが1676年3月からスペイン国王カルロス2世の大使としてローマに滞在し、1687年にパレルモで死去したことと関連している。ガスパールは所有するコレクションの一部をイタリアに持ち出し、別の絵画を入手するためにいくつかの絵画を処分している。そこで本作品も同様にイタリアに運ばれたのち、国外の収集家に売却されたと考えられる。いずれにせよ、肖像画は1798年までブラスキ家にあったが、ナポレオンによって教皇領全体が侵略されたことにより肖像画は略奪され、パリに運ばれたのちルーヴル美術館に収蔵された。

## 複製

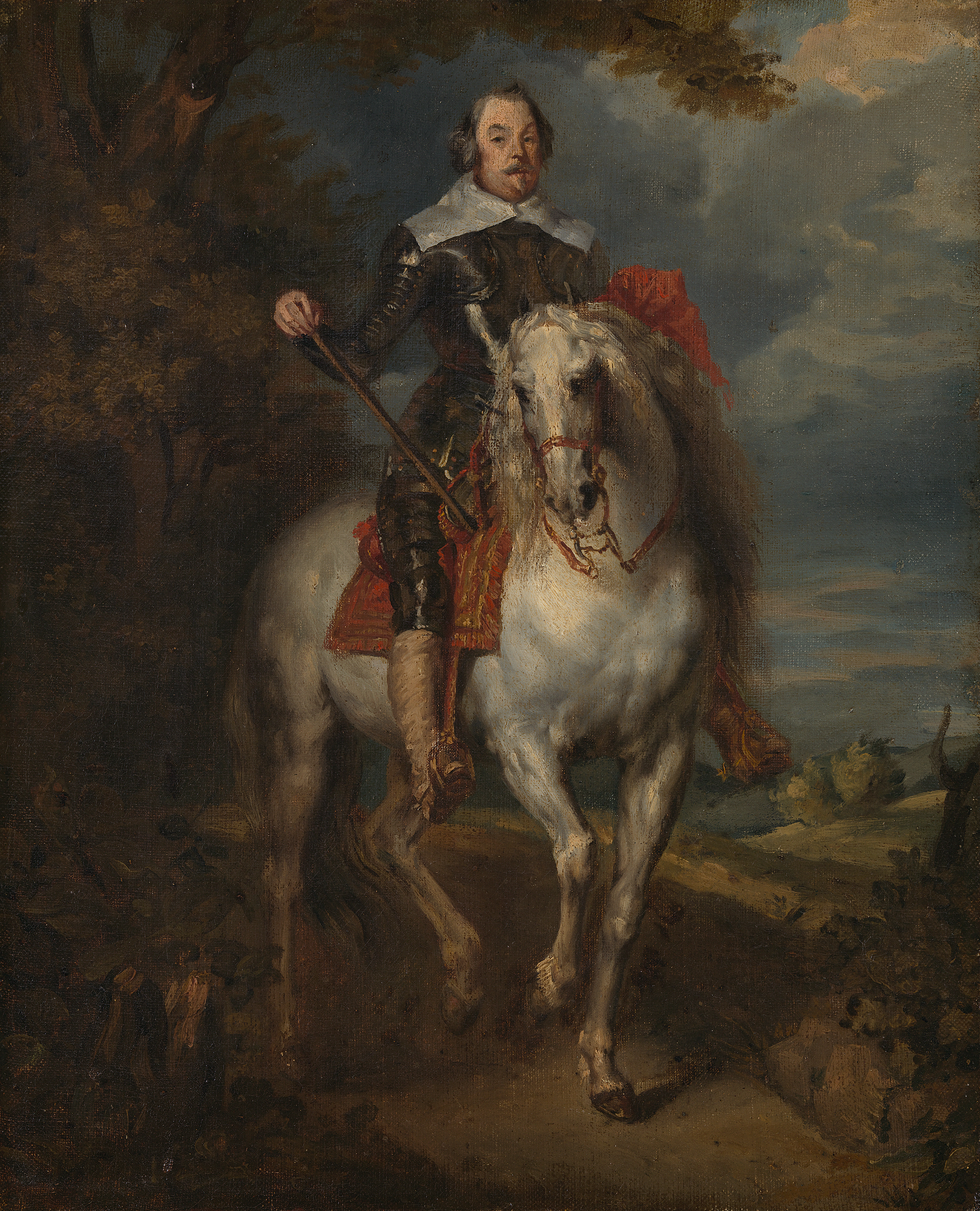
テオドール・ジェリコーによる模写。アムステルダム博物館所蔵。

ヴァン・ダイク自身による2点の複製が知られている。バレンシア美術館のバージョンは高品質の複製で、おそらくバレンシアの侯爵の一族のもとに残されていたものと考えられている。18世紀にバレンシアの軍人マヌエル・モンテシノス・イ・モリーナのコレクションに記録されている。1941年に彼の子孫であるモンテシノス・チェカ（Montesinos Checa）とトレノール・モンテシノス（Trénor Montesinos）によって美術館に寄贈された。リリア宮殿のバージョンはサイズがやや小ぶりで、品質も良くない。本作品と同じく第6代カルピオ侯爵ルイス・メンデス・デ・アロのコレクションに由来するようである。侯爵が死去した1661年に作成された目録に、ヴァン・ダイクによる「もう一つの馬に乗ったアイトナ侯爵」（Otra del Marqs de Aytona a caballo）、さらに息子ガスパールの1689年の目録にも同様に記録されている。この作品がのちにアルバ公爵のコレクションに加わったと考えられている。

## 影響
いくつかのエングレーヴィングが知られているほか、何人かの著名な画家によって模写ないし複製が制作されている。最も初期の反応の1つはルーベンスの同時代の画家ピーテル・サウトマンによるもので、アイトナ侯爵の胸像のエングレーヴィングを制作したが、その姿は本作品に描かれたものとよく似ている。フランスのロココ時代の画家アントワーヌ・ヴァトーは本作品の素描を残している。また馬を愛好したことでも知られる19世紀のロマン主義の画家テオドール・ジェリコーは油彩で模写した作品を残している。

## ギャラリー
関連作品

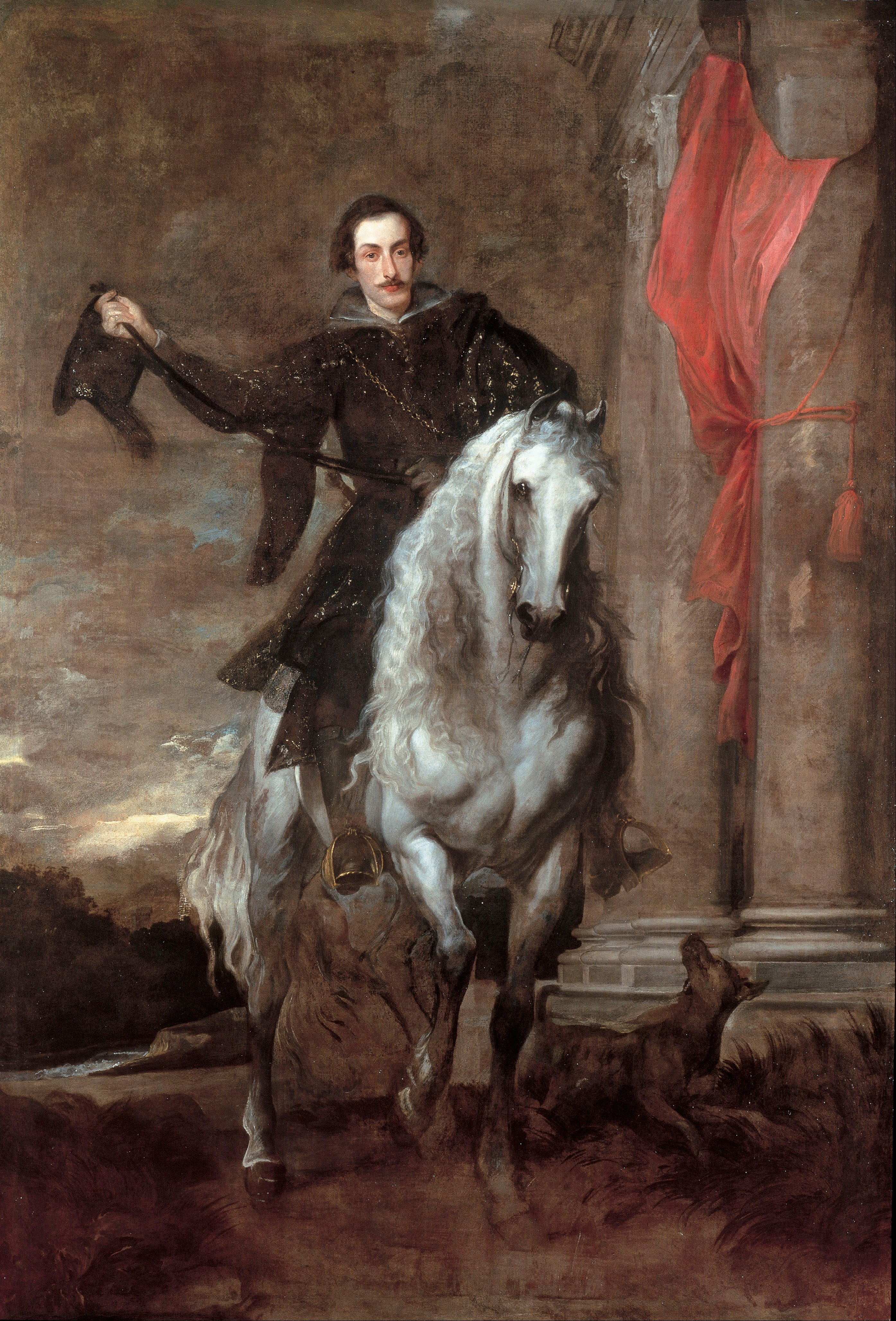
『グロッポリ侯爵アントン・ジュリオ・ブリニョーレ＝サーレの騎馬像』1627年 ストラーダ・ヌオーヴァ美術館（英語版）所蔵
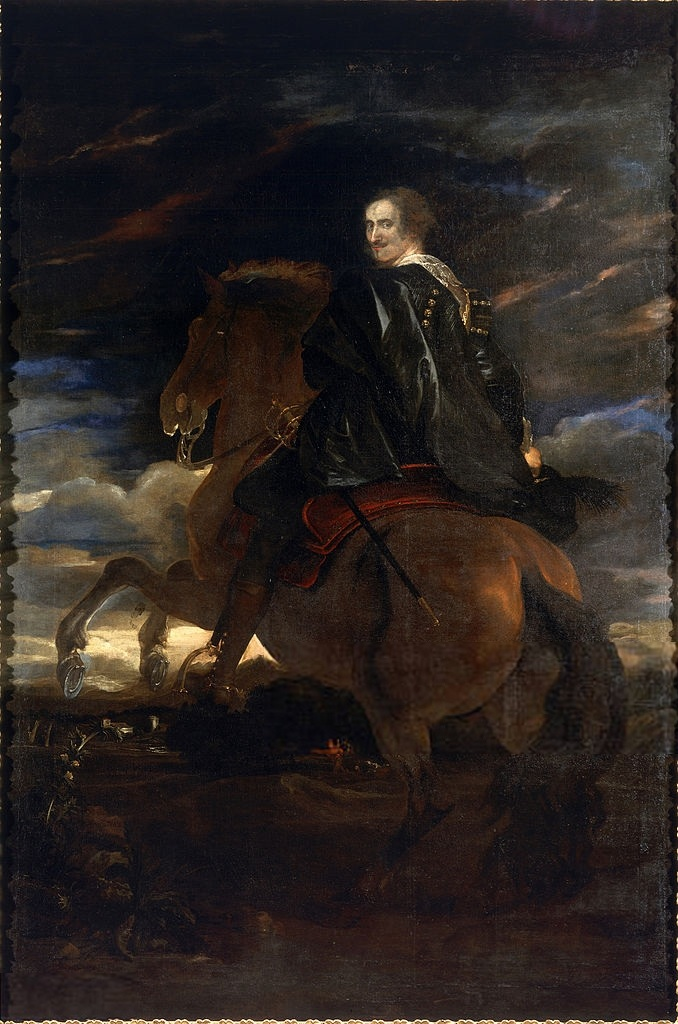
『馬に騎乗したジオ・パオロ・バルビ』1627年 マグナーニ・ロッカ財団（イタリア語版）所蔵
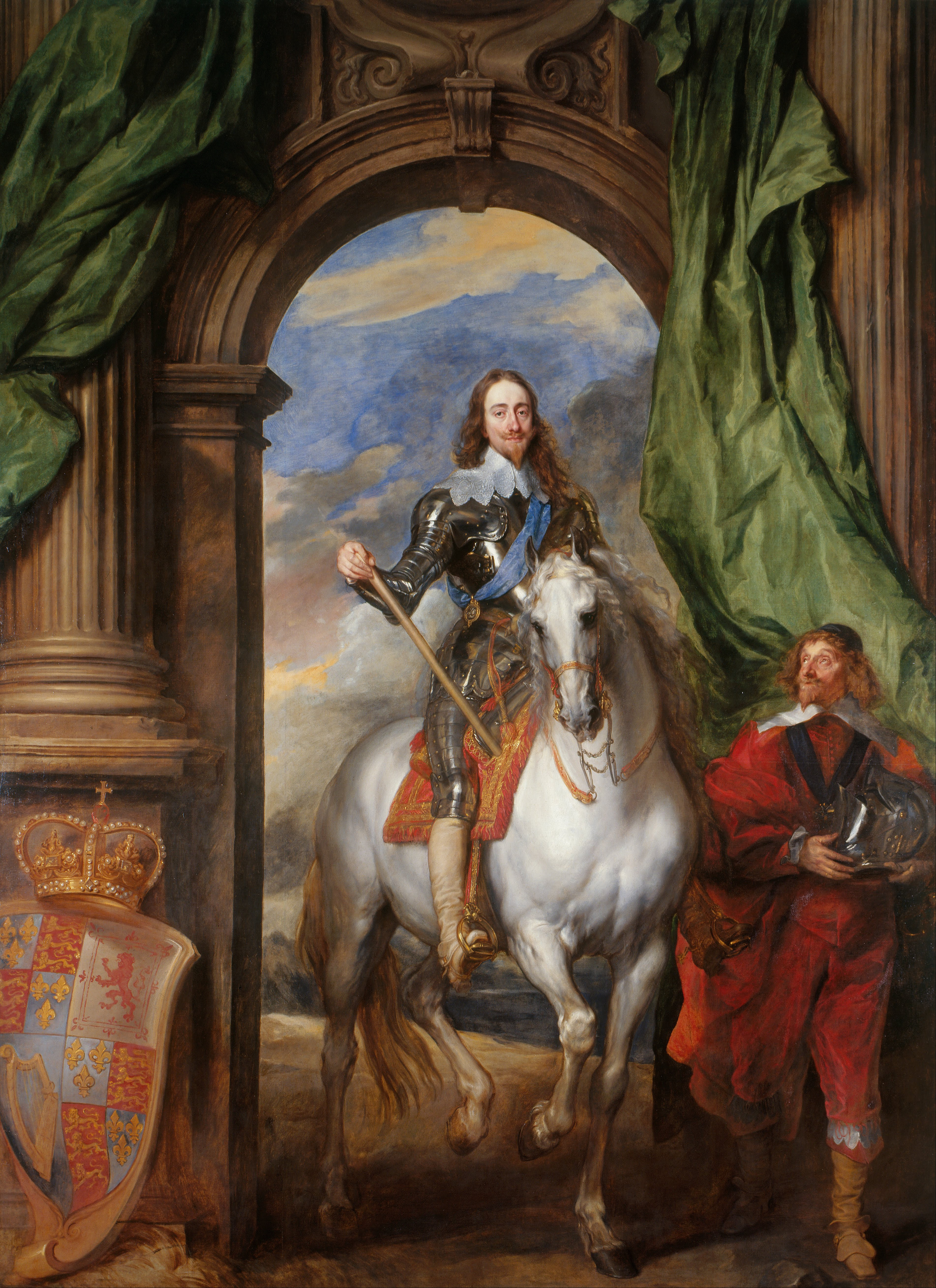
『馬上のチャールズ1世とサン・アントワーヌの領主の肖像』1633年 ウィンザー城所蔵
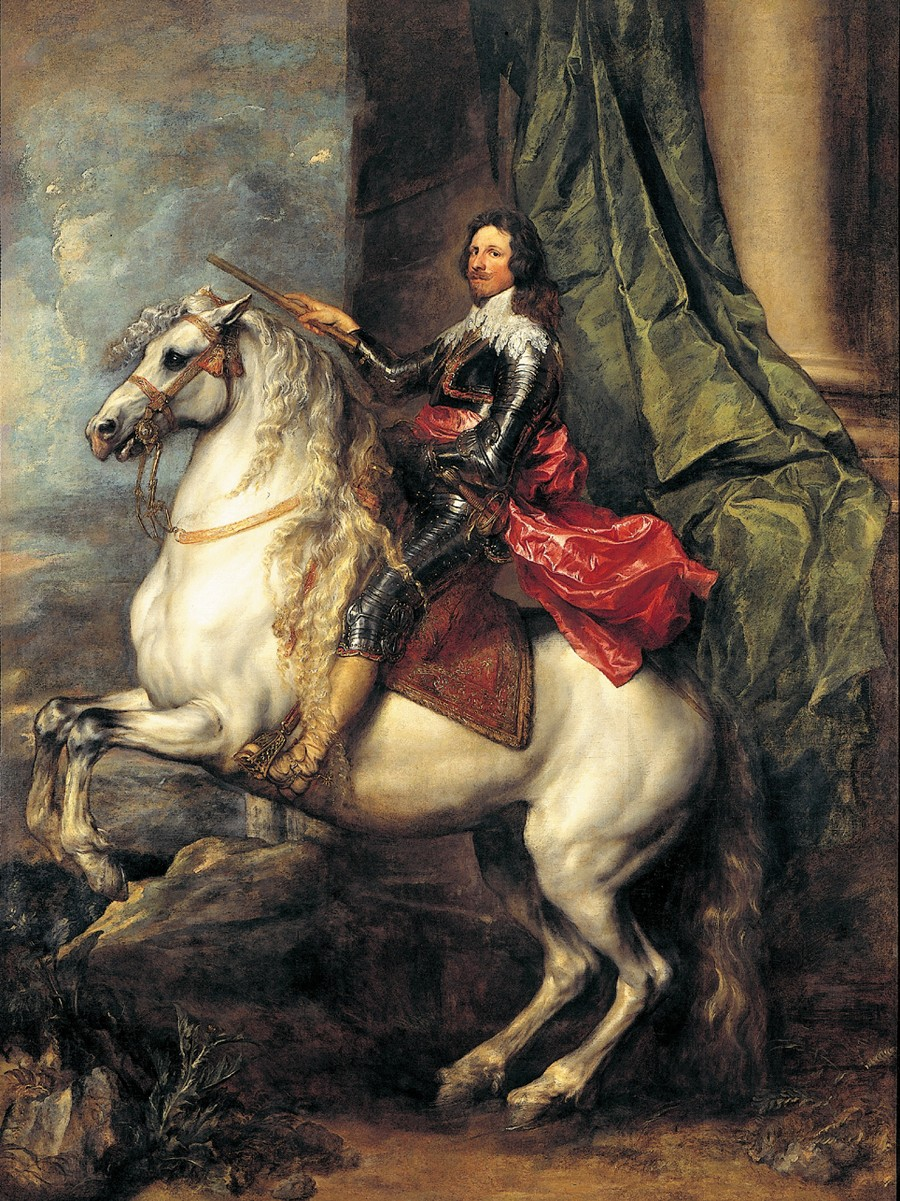
『カリニャーノ公トーマス・フランシス騎馬像』1634年 サバウダ美術館所蔵
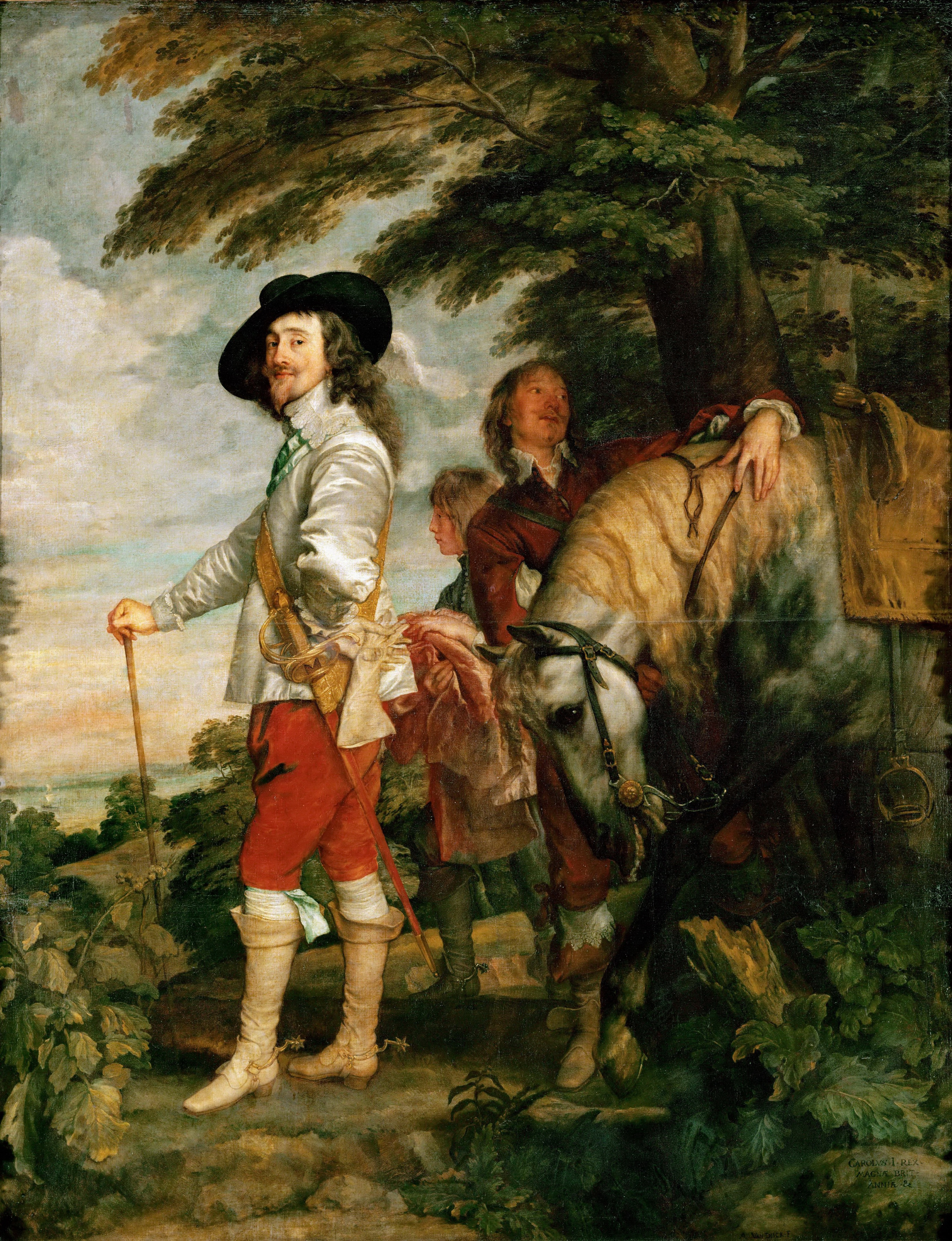
『狩場でのチャールズ1世』1635年ごろ ルーヴル美術館所蔵
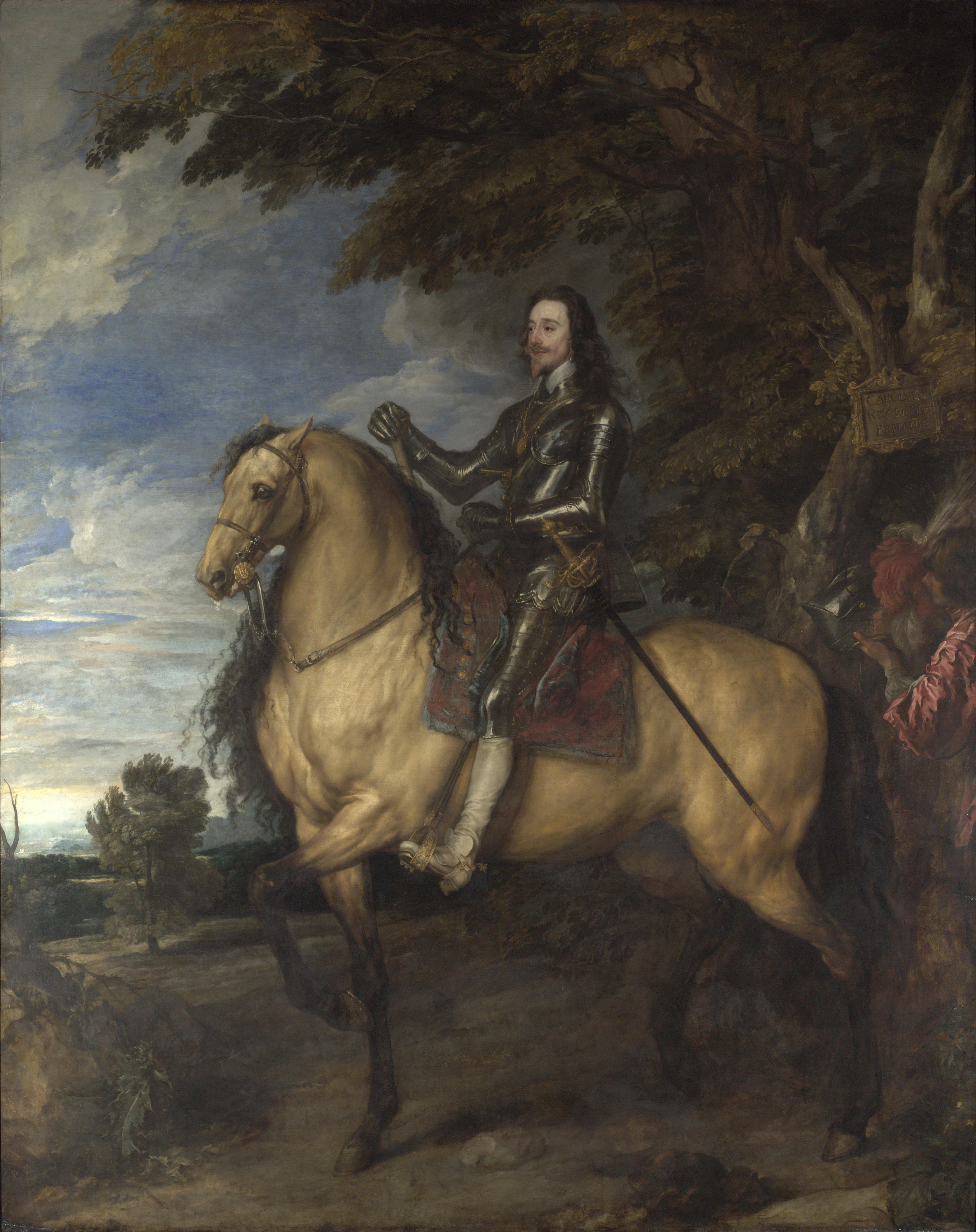
『チャールズ1世騎馬像』1637年-1638年 ナショナル・ギャラリー所蔵